# Lewis Dobbin
Lewis Norman Dobbin (Stoke-on-Trent, 3 gennaio 2003) è un calciatore inglese, ala del Norwich City, in prestito dall'Aston Villa.

## Carriera

### Club
Everton e prestito al Derby County
Cresciuto nel settore giovanile dell'Everton, il 9 gennaio 2020 firma il primo contratto professionistico con le Toffees, di durata biennale. Il 25 settembre 2021 esordisce in prima squadra, nella partita di Premier League vinta per 2-0 contro il Norwich City.
Il 27 gennaio 2022 prolunga fino al 2025; il 3 agosto seguente viene ceduto in prestito al Derby County. Rientrato all'Everton, il 10 dicembre 2023 segna la prima rete in carriera con il club di Liverpool, in occasione dell'incontro di campionato vinto per 2-0 contro il Chelsea.
Aston Villa
Dal 1 Luglio 2024 diventa un nuovo giocatore dell'Aston Villa.

### Nazionale
Ha giocato nelle nazionali giovanili inglesi Under-15, Under-16, Under-17 ed Under-19.

## Statistiche

### Presenze e reti nei club
Statistiche aggiornate al 26 novembre 2024.
| Stagione        | Squadra         | Campionato      | Campionato | Campionato | Coppe nazionali | Coppe nazionali | Coppe nazionali | Coppe continentali | Coppe continentali | Coppe continentali | Altre coppe | Altre coppe | Altre coppe | Totale | Totale |
| Stagione        | Squadra         | Comp            | Pres       | Reti       | Comp            | Pres            | Reti            | Comp               | Pres               | Reti               | Comp        | Pres        | Reti        | Pres   | Reti   |
| --------------- | --------------- | --------------- | ---------- | ---------- | --------------- | --------------- | --------------- | ------------------ | ------------------ | ------------------ | ----------- | ----------- | ----------- | ------ | ------ |
| 2021-2022       | Everton         | PL              | 3          | 0          | FACup+CdL       | 2+0             | 0+0             | -                  | -                  | -                  | -           | -           | -           | 5      | 0      |
| 2022-2023       | Derby County    | FL1             | 43         | 3          | FACup+CdL       | 5+3             | 1+0             | -                  | -                  | -                  | FLT         | 3           | 1           | 54     | 5      |
| 2023-2024       | Everton         | PL              | 12         | 1          | FACup+CdL       | 1+2             | 0+0             | -                  | -                  | -                  | -           | -           | -           | 15     | 1      |
| Totale Everton  | Totale Everton  | Totale Everton  | 15         | 1          |                 | 5               | 0               |                    | -                  | -                  |             | -           | -           | 20     | 1      |
| 2024-2025       | West Bromwich   | FLC             | 13         | 0          | FACup+CdL       | 0+1             | 0+0             | -                  | -                  | -                  | -           | -           | -           | 14     | 0      |
| Totale carriera | Totale carriera | Totale carriera | 71         | 4          |                 | 14              | 1               |                    | -                  | -                  |             | 3           | 1           | 88     | 6      |